# Macellicephala macrophthalma
Macellicephala macrophthalma är en ringmaskart som först beskrevs av Fauvel 1913.  Macellicephala macrophthalma ingår i släktet Macellicephala och familjen Polynoidae. Inga underarter finns listade i Catalogue of Life.